# 첫사랑 지상주의
〈첫사랑 지상주의〉(일본어: 初恋至上主義 하츠코이시죠슈기[*])는 일본의 여성 아이돌 그룹 NMB48의 22번째 싱글 앨범으로, 2019년 11월 6일 발매되었다.